# US Pro Daro
Die Unione Sportiva Pro Daro ist ein Fussballverein aus Bellinzona.
Der Verein wurde 1920 gegründet. Die Blütezeit erlebte er während des Zweiten Weltkriegs, als er während einer Saison in der zweithöchsten Liga spielte (Schweizer Fussballmeisterschaft 1944/45). Gegenwärtig spielt er in der 4. Liga.